# Petrognatha gigas
Petrognatha gigas – gatunek chrząszcza z rodziny kózkowatych i podrodziny zgrzypikowych. Jedyny przedstawiciel rodzaju Petrognatha.

## Zasięg występowania
Afryka; notowany w Senegalu, Wybrzeżu Kości Słoniowej oraz w Demokratycznej Republice Konga.